# أديداس كويسترا

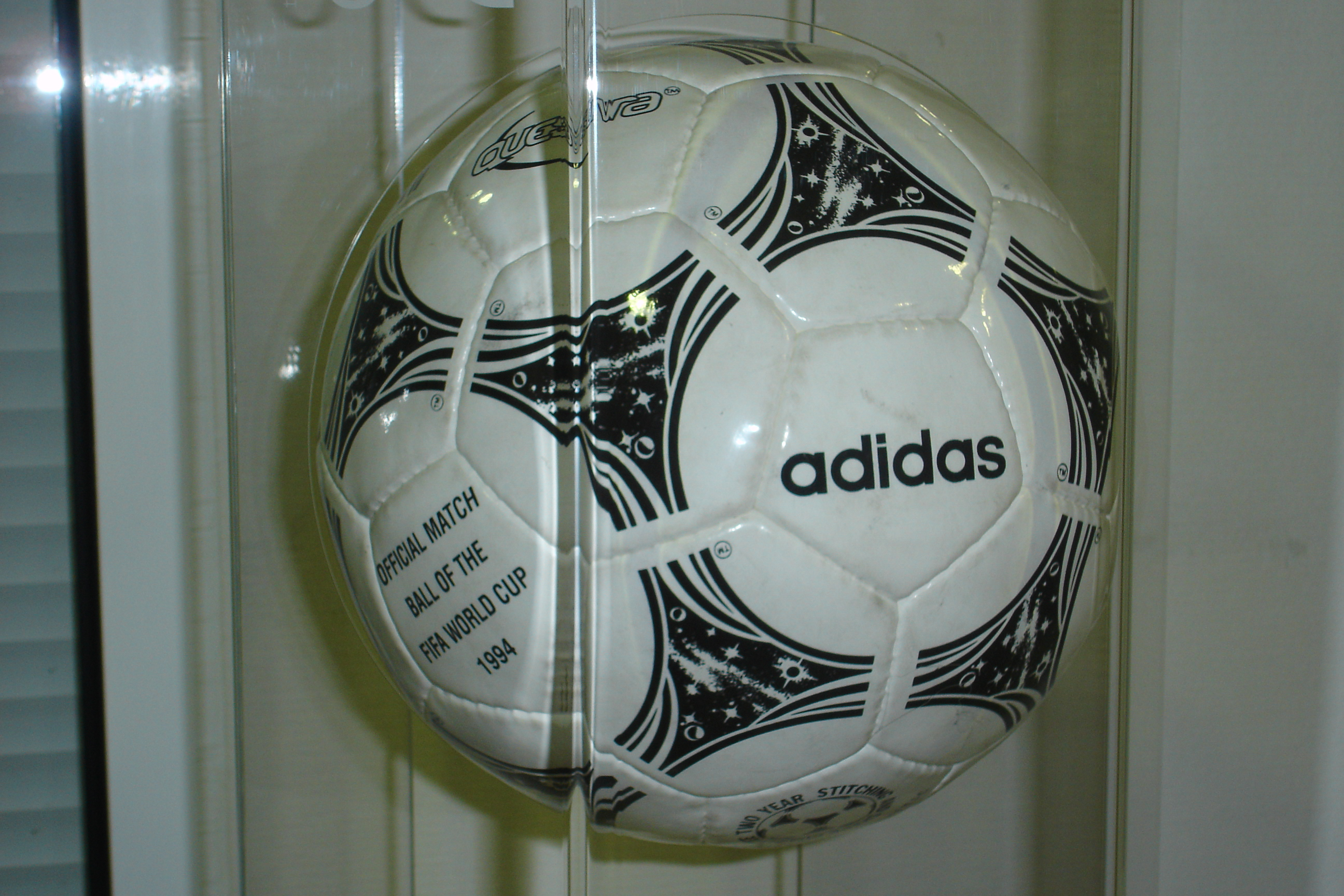

كرة القدم أديداس تريكلور (بالإنجليزية: Questra)‏، الكرة الرسمية لكأس العالم 1994 التي أقيمت في الولايات المتحدة، أنتجت من قبل شركة اديداس للأقشمة الرياضية.